# Bissingen (Baviera)
Bissingen è un comune tedesco di 3 813 abitanti, situato nel land della Baviera.